# مورين رايت
مورين رايت (بالإنجليزية: Maureen Wright)‏ هي رامية الرمح ‏ أسترالية، ولدت في 20 أكتوبر 1939.

## وصلات خارجية
- مورين رايت على موقع النتائج التاريخية لألعاب القوى الأسترالية (الإنجليزية)
- مورين رايت على موقع أوليمبيديا (الإنجليزية)
- مورين رايت على موقع اللجنة الأولمبية الأسترالية (الإنجليزية)